# Сон Якова (Фетті)
«Сон Якова» (італ. Il sogno di Giacobbe) — картина італійського живописця Доменіко Фетті (1589–1623), представника епохи бароко. Створена близько 1619 року. Зберігається у колекції Музею історії мистецтв у Відні (інв. №GG 3819). 
Придбана в Антверпені ерцгерцогом Леопольдом Вільгельмом (1614–1662) з колекції герцога Бекінгемського для празької колекції імператора Фердинанда III у 1648 році. З 1879 року зберігається в імператорській галереї у Відні.
Спостереження за «природною» істиною, засвоєне завдяки Караваджо, і абсолютно «духовна» манера живопису, в якій колір ніби розчиняється у світлі, поєднуються на картині для впевненості видіння: Яків, подорожуючи, заснув на шляху зі своїм псом і у ві сні побачив янголів, що спускаються і піднімаються сходами.